# Periophthalmus barbarus
O saltador-do-lodo, saltão-da-vasa ou perioptálmo (Periophthalmus barbarus) é um saltador-do-lodo do gênero Periophthalmus. Os saltadores-do-lodo usam a cauda musculosa e as barbatanas peitorais para «saltar» pela lama na maré baixa, chegando a subir às árvores com o auxílio de uma «ventosa» presente nas barbatanas pélvicas.